# Iver állomás

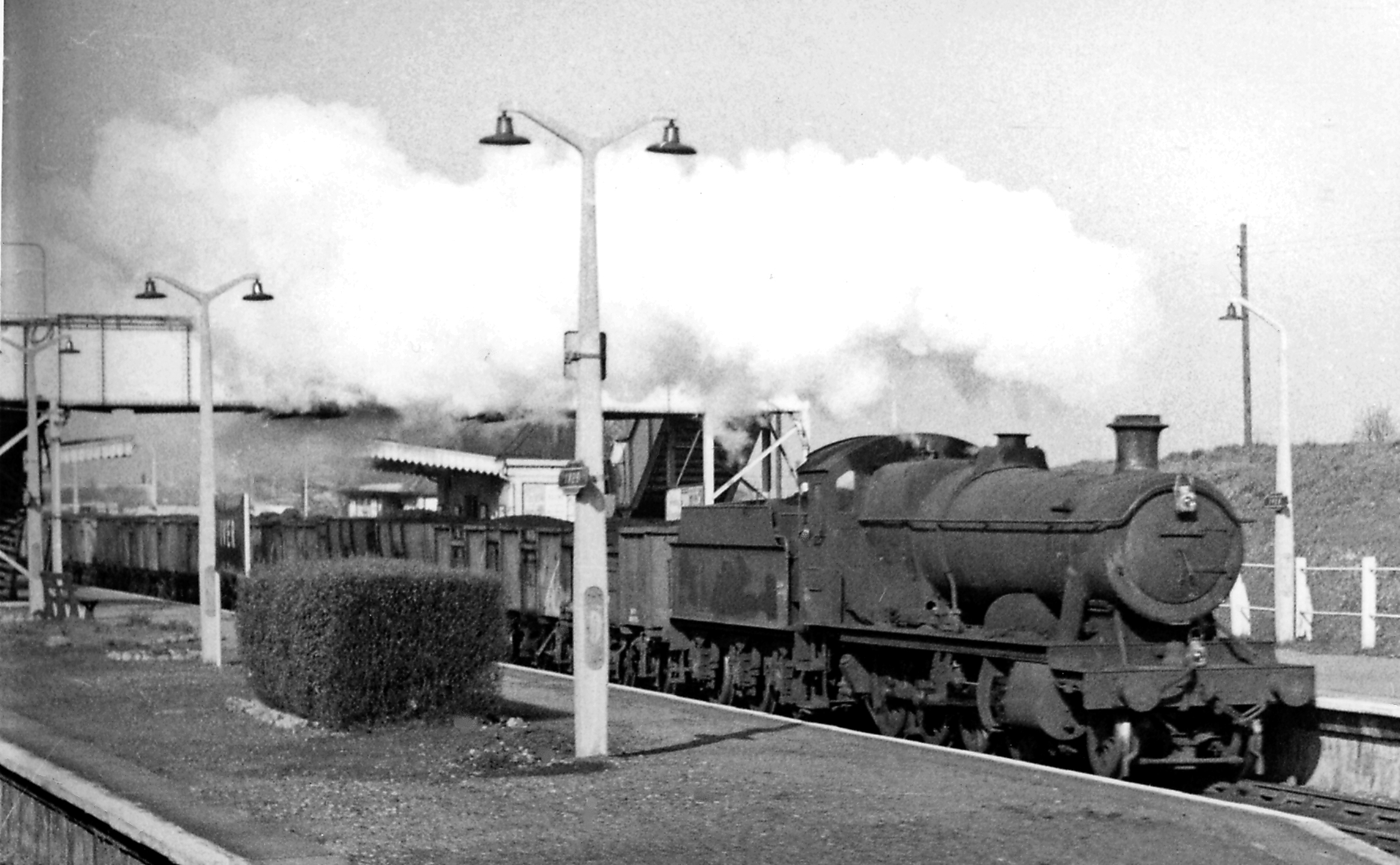
Tehervonat az állomáson 1962-ben

Iver állomás Iver vasútállomása Buckinghamshire megyében, Angliában. Az állomás a Great Western fővonalon helyezkedik el Paddingtontól 23,7 kilométerre, Langley és West Drayton állomások között. Az állomást a TfL Rail üzemelteti.
A vasútállomást a Great Western Railway vonatai szolgálják ki. A Crossrail teljes megnyitása után az Elizabeth vonalnak is lesz itt megállója, a forgalom elindulásával egy időben az MTR Crossrail fogja átvenni az állomás üzemeltetését.

## Története
A Great Western Railway 1838. június 4-én indította meg a forgalmat az Ivert átszelő Great Western fővonalon, azonban vasútállomás létesítésére 1924. december 1-jéig várni kellett.
William Stallybrass az Oxfordi Egyetem kancellárhelyettese 1948-ban az állomás közelében halt meg, mikor egy közlekedő vonat elé lépett.

### Fejlesztések
Iver a Crossrail egyik állomása lesz a vonal teljes megnyitása, 2019 után, amivel együtt ezt az állomást is bekerül a London tömegközlekedésében használt Oyster card rendszerébe.

## Forgalom
Az állomást a Great Western Railway Paddington és Reading, valamint Didcot Parkway közkeledő vonatai szolgálják ki. Az állomásról hétköznapokon és szombaton félóránként indulnak vonatok, vasárnap zárva tart. A vonatok többsége nyolcrészes BR 387 sorozatú villamos motorvonat, azonban a rövidebb peronok mellé csak az első hat rész fér be. Iverből az eljutási idő Sloughba 7 perc, Readingbe és Paddingtonba egyaránt 30 perc.

## Fordítás
- Ez a szócikk részben vagy egészben  az   Iver railway station című angol Wikipédia-szócikk fordításán alapul.  Az eredeti cikk szerkesztőit annak laptörténete sorolja fel. Ez a jelzés csupán a megfogalmazás eredetét és a szerzői jogokat jelzi, nem szolgál a cikkben szereplő információk forrásmegjelöléseként.